# Khalkha (ètnia)
Els khalkha o halh (mongol clàssic: qalq-a, khalkha; mongol: Халх) són un subgrup dels mongols que formen la majoria del poble mongol de la República de Mongòlia. Viviuen a la part central anomenada encara Khalkha Mitjà, amb les províncies de Töv, Arkhangai i Ömnogovi.

## Història
Són esmentats des del segle xvi i agafen el seu nom del riu Khalkha Gol on originalment vivien, i no pas del tipus de cadira de muntar a cavall típica de la zona i què rep el mateix nom. Serien descendents de la tribu djalair. Es van expandir per la Mongòlia central absorbint als Uriankhai, vassalls que s'havien revoltat a la mort de Dayan Khan (1517). Van lluitar també contra els oirats. El 1585 van adoptar el budisme lamaïc i el Dalai Lama els va designar un Kutuktu o hutuktu. L'ancestre dels seus prínceps fou Gärösanja o Geresentse, fill de Dayan Khan (mort vers 1543) els descendents del qual van originar els quatre aymaks del poble: de l'est a l'oest Tsetsenkham, Tushetu-khan, Sayin-noyan i Djasaktu-khan. Foren sotmeses pels manxús el 1688 i van fer submissió formal el 1691. Una inscripció d'aquesta data esmenta a set fill de Gärösanja o Geresentse entre els quals hauria estat repartida la tribu forman set divisions (khoshun) conegudes com les set tribus reculades segons Sanang Setsen. Les altres divisions que esmenta Sanang Setsen (i altres) foren les cinc tribus properes (destacant els djarod i els barin).
Al segle xx van dirigir el moviment independentista mongol i van establir l'estat mongol independent sota el seu Kutuktu el 1911 origen de la moderna República de Mongòlia.